# Casio
Casio (jap. カシオ計算機株式会社 Kashio Keisanki Kabushiki-gaisha) – międzynarodowe przedsiębiorstwo branży elektronicznej, z siedzibą w dzielnicy Shibuya w Tokio, Japonia.
Firmę Casio założył w kwietniu 1946 r. Tadao Kashio. W 1957 roku dotychczasowa nazwa Kashio Seisakujo została zmieniona na Casio Computer Co. Ltd., a do zarządu przedsiębiorstwa dołączyli pozostali bracia Kashio: Kazuo, Toshio i Yukio. Nazwa przedsiębiorstwa pochodzi od nazwiska prezesa zapisanego w rōmaji i jest dopasowana dla zagranicznego klienta. Zmiana nazwy z Kashio na Casio była tłumaczona możliwością uznania koncernu za firmę włoską, czego Tadao Kashio chciał uniknąć.
Motto firmy to „Kreatywność i wkład” (Creativity and Contribution).
Przedsiębiorstwo produkuje m.in.: kalkulatory, cyfrowe aparaty fotograficzne, zegarki, projektory, instrumenty muzyczne, drukarki etykiet, palmtopy, kasy fiskalne, telefony komórkowe, keyboardy i elektroniczne tłumacze.
Wcześniej, w latach 80. konstruowane były również syntezatory.

## Historia
- 1946 – Tadao Kashio zakłada firmę i staje się jej pierwszym prezesem. Pierwszym udanym wynalazkiem wprowadzonym przez niego na rynek była fajka yubiwa – urządzenie, które pozwalało na dopalanie papierosa do samego końca. Ponadto dzięki konstrukcji urządzenia palący miał wolne ręce. Wynalazek odniósł ogromny sukces, co pozwoliło na dalszy rozwój firmy.
- 1949 – Tadao Kashio i jego młodszy brat zobaczyli pierwsze elektroniczne kalkulatory na pokazie w tokijskiej dzielnicy Ginza. Kashio miał pewną wiedzę o elektronice i postanowił wykorzystać pieniądze zarobione na fajce yubiwa do produkcji nowego rodzaju kalkulatora. Miał on być zbudowany na bazie solenoidów, w przeciwieństwie do większości poprzednich kalkulatorów, które swoją budową przypominały sumatory.
- 1954 – zakończenie budowy prototypu pierwszego biurkowego kalkulatora. Wprowadzonych zostało bardzo dużo, wcześniej niespotykanych innowacji. Przede wszystkim pojedynczy wyświetlacz zamiast trzech osobnych ekranów (dwa na argumenty, jeden na wynik). Ponadto prototyp posiadał 10-przyciskową klawiaturę zamiast szerokiej pełnej klawiatury, która składała się z ponad 30 klawiszy (pełna seria klawiszy przy każdej wartości dziesiętnej).
- 1957 – zmiana nazwy na CASIO COMPUTER CO., Ltd., którą wspólnie prowadzą bracia Kashio: Tadao(inne języki), Kazuo, Toshio i Yukio. Prezentacja rynkowa kalkulatora biurkowego Casio 14-A. Kalkulator dostępny był na rynku w cenie 485 000 ¥.
- 1960 – postawienie pierwszej fabryki Casio w Tokio, która obecnie jest technicznym centrum kontroli Casio.
- 1965 – powstaje pierwszy kalkulator o wielkości maszyny do pisania z pamięcią podręczna. Model został oznaczony numerem 001
- 1967 – Powstaje pierwszy programowalny kalkulator serii AL-1000 – Casio Mini. Jest to pierwszy kalkulator osobisty dostępny na rynku. Wyprodukowano około 10 mln sztuk, każda po ~13,000 ¥. Pierwsze produkty Casio zostają eksportowane poza granice Japonii. Założono także biuro w Zurychu – Szwajcaria.

- 1972 – powstaje pierwszy kalkulator naukowy FX-1, który wyposażono m.in. w funkcje trygonometryczne. Założono biuro w Hamburgu obsługujące rynek niemiecki, które na dzień obecny jest centralą europejskiej firmy Casio Computer.
- 1974 – powstaje pierwszy zegarek wyprodukowany przez Casio nazwany Casiotron. Zegarek wyposażono w mechanizm kwarcowy wymyślony zaledwie 2 lata wcześniej oraz wyświetlacz LCD. Zegarek pokazywał czas oraz miał automatyczny kalendarz.
- 1978 – powstaje pierwszy kieszonkowy kalkulator o wielkości wizytówki i grubości 3,9 mm – LC-78. Casio rozpoczyna produkcje kas fiskalnych. Na Tajwanie założona zostaje pierwsza fabryka Casio umiejscowiona poza Japonią.
- 1980 – powstaje pierwszy instrument muzyczny CASIOTONE 201 – keyboard. Powstaje pierwszy kalkulator zasilany bateriami słonecznymi. Powstaje pierwszy słownik elektroniczny – TR-2000. Przedsiębiorstwo rozpoczyna ekspansję na nowy rynek – zegarki i instrumenty muzyczne (głównie keyboardy).
- 1981 – powstaje pierwszy zegarek Casio wyposażony w kalkulator. Odbywa się pierwszy turniej tenisowy Casio World Open(inne języki).
- 1983 – powstaje pierwszy G-Shock (jap. (ジーショック) Jishokku) – DW-5000C. Jest to wstrząsoodporny zegarek zbudowany przez grupę naukowców – Team Tough. Zegarek jest potem wykorzystany w filmie: Speed: Niebezpieczna szybkość. Powstaje pierwszy notatnik elektroniczny oraz pierwszy mały telewizor z ekranem LCD – „TV-10”.
- 1989 – powstaje pierwszy zegarek analogowo-cyfrowy wyposażony w sensor – barometr do mierzenia wysokości bądź głębokości.
- 1991 – powstaje pierwszy zegarek elektroniczny z ekranem dotykowym wyposażony w notatnik, książkę telefoniczną, organizer i kalkulator.
- 1995 – powstaje pierwszy zegarek z serii Baby-G, czyli G-Shock dla kobiet – DW-520. Powstaje pierwszy aparat cyfrowy Casio QV-10 z zapisem cyfrowym na kartach pamięci i ekranem LCD do przeglądania zdjęć. Powstaje pierwszy zegarek sterowany falami radiowymi FKT-100L Wave Ceptor. Powstaje pierwszy telefon komórkowy produkowany przez Casio – PH-100.
- 1998 – powstaje pierwszy minilaptop CASSIOPEIA FIVA MPC-101, wyposażony w system operacyjny Windows 98. Siedziba przedsiębiorstwa zostaje przeniesiona do Shibuya, Tokio.
- 1999 – powstaje telefon komórkowy 303CA, który jest wstrząso- i wodoodporny.
- 2000 – powstają zegarki WMP-1V wyposażone w odtwarzacz plików MP3 oraz WQV-1 wyposażony w cyfrowy aparat fotograficzny.
- 2002 – powstaje pierwszy telefon komórkowy wyposażony w aparat cyfrowy i lokalizacje GPS. Tego samego roku wydany zostaje także pierwszy cyfrowy aparat fotograficzny z serii Exilim.
- 2006 – powstaje najcieńszy jak na owe czasy projektor – „XJ-S30/35”.

## Produkty
Casio produkuje lub produkowało następujące produkty:
- zegarki elektroniczne
- kalkulatory
- kasy fiskalne
- drukarki etykiet
- telewizory kieszonkowe
- PDA
- telefony komórkowe
- cyfrowe aparaty fotograficzne – marka Exilim
- drukarki
- projektory
- instrumenty muzyczne
  - keyboardy
  - pianina cyfrowe
- słowniki elektroniczne

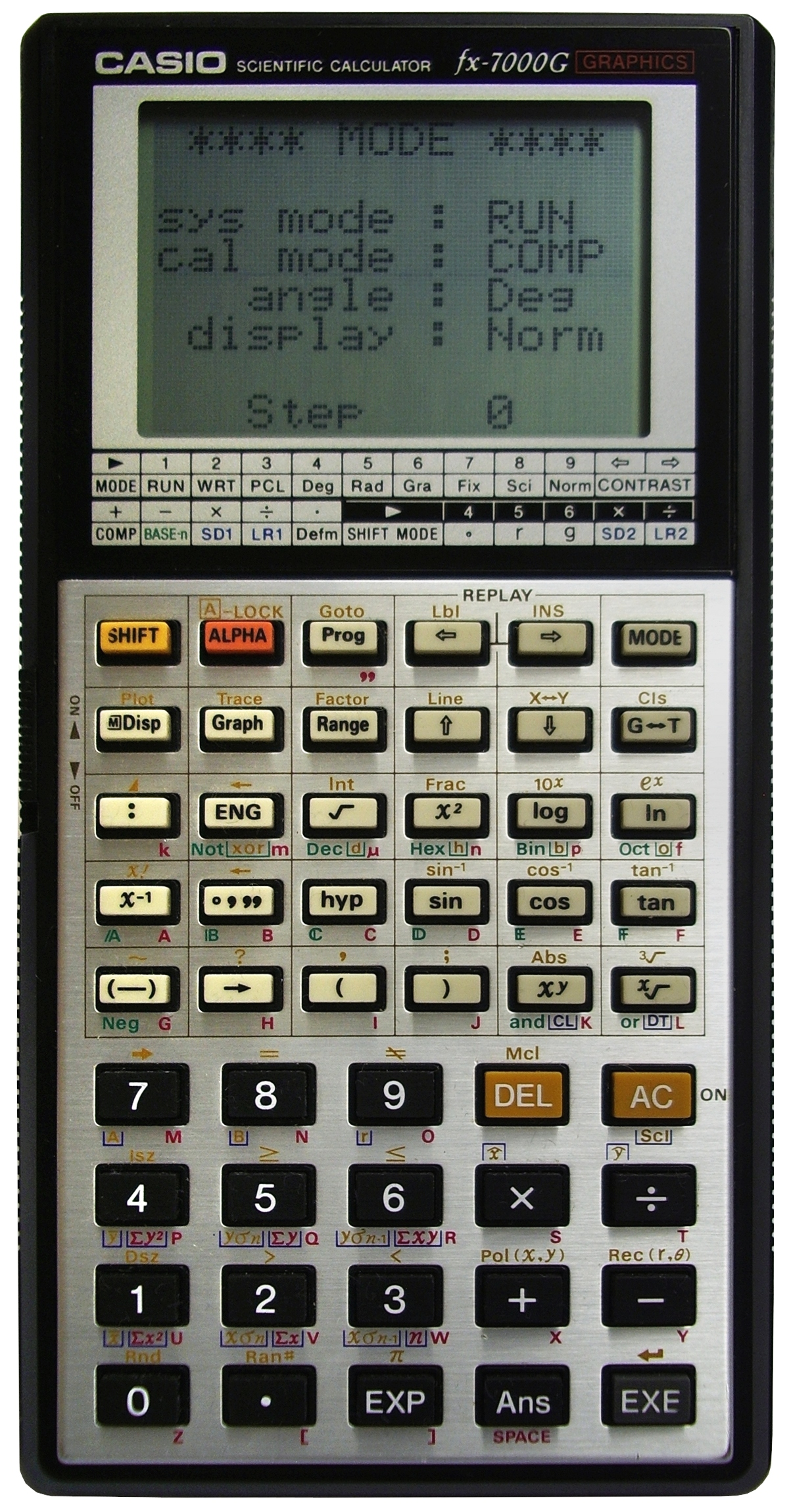
Casio FX-7000G(inne języki), kalkulator z możliwością rysowania wykresów funkcji.
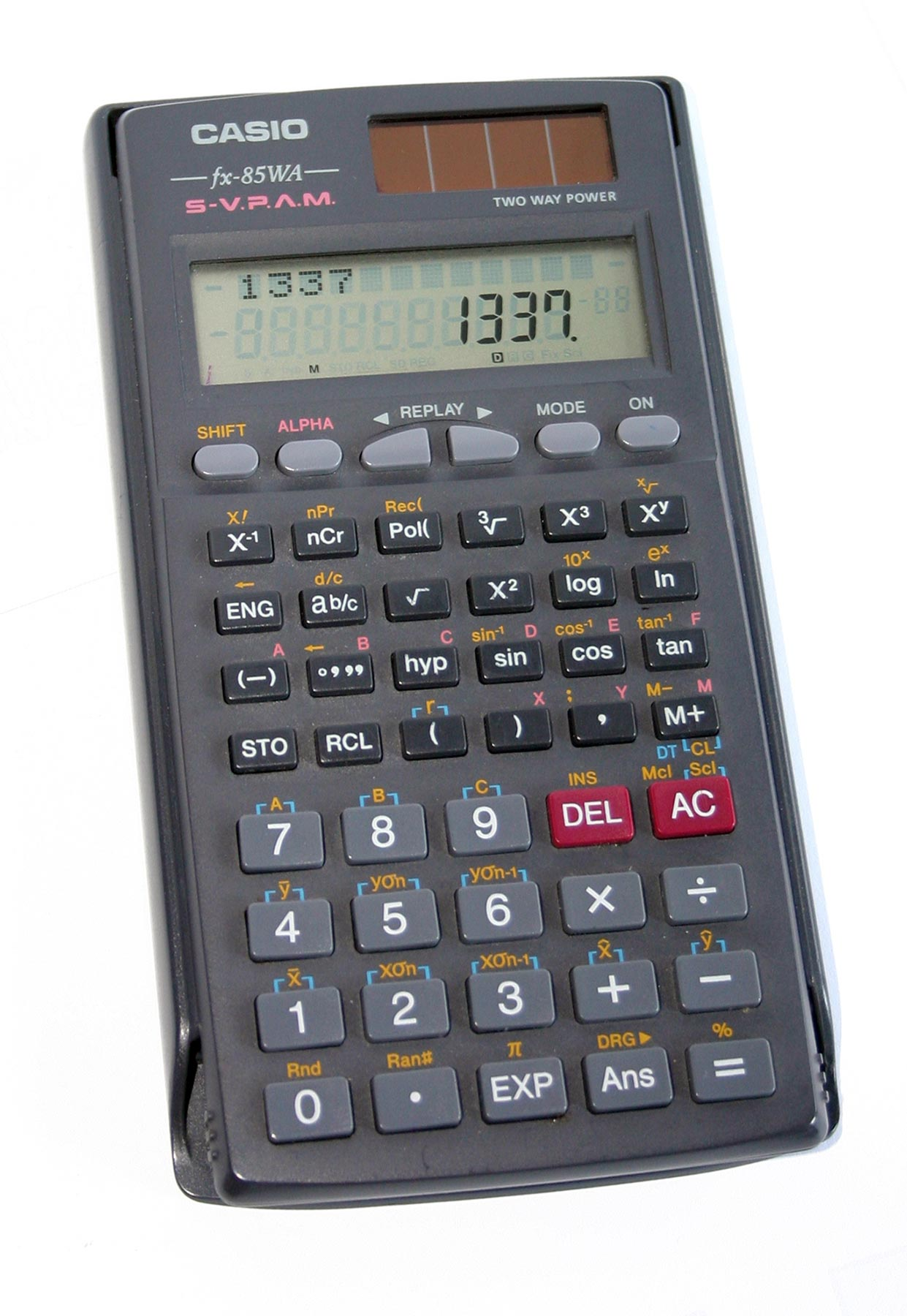
Kalkulator naukowo-inżynierski Casio FX-85WA
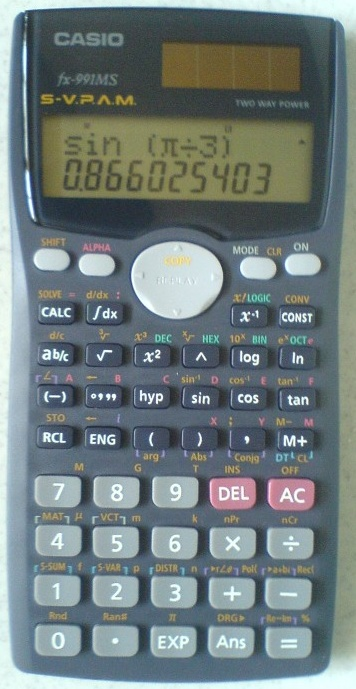
kalkulator naukowy Casio FX-991MS(inne języki)
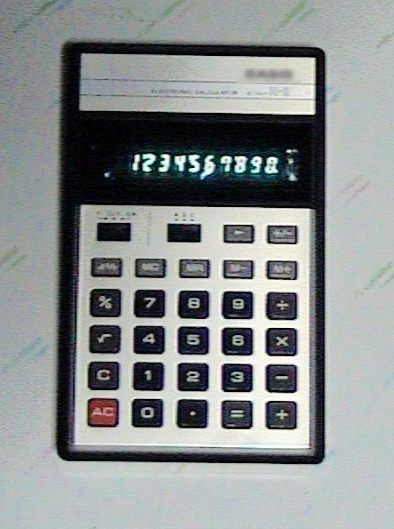
Stary kalkulator Casio.
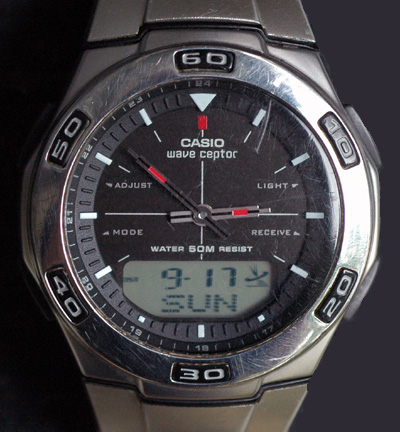
Casio „Wave Ceptor” – zegarek synchronizowany przez fale radiowe
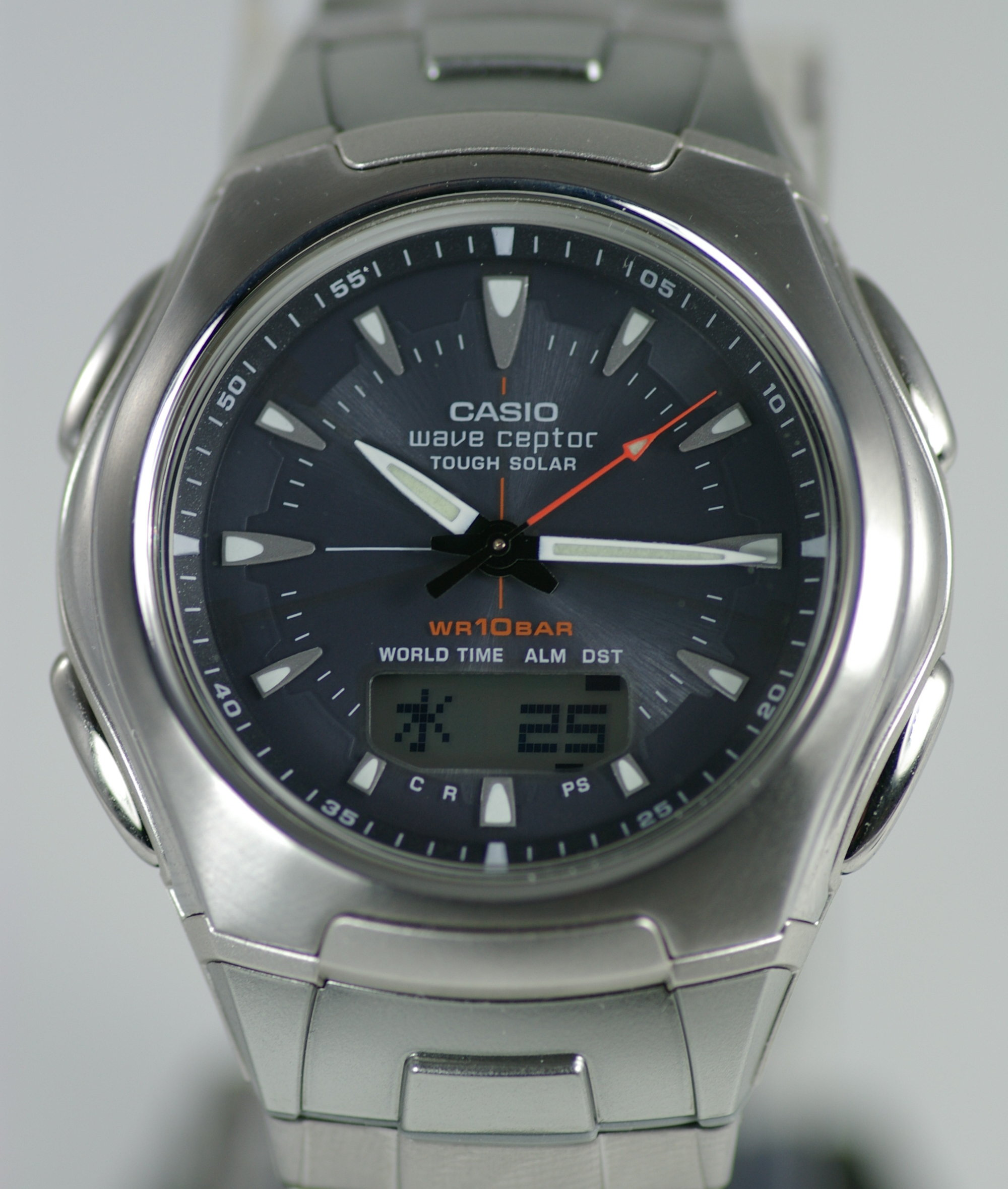
zegarek typu Wave Ceptor, zasilany przez panele słoneczne
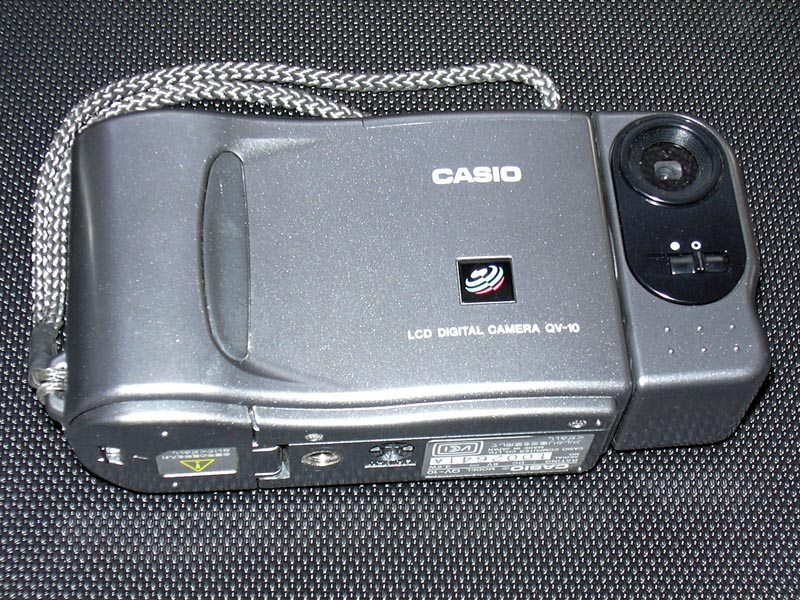
Cyfrowy aparat fotograficzny Casio QV-10(inne języki) – pierwszy na świecie aparat z wyświetlaczem LCD
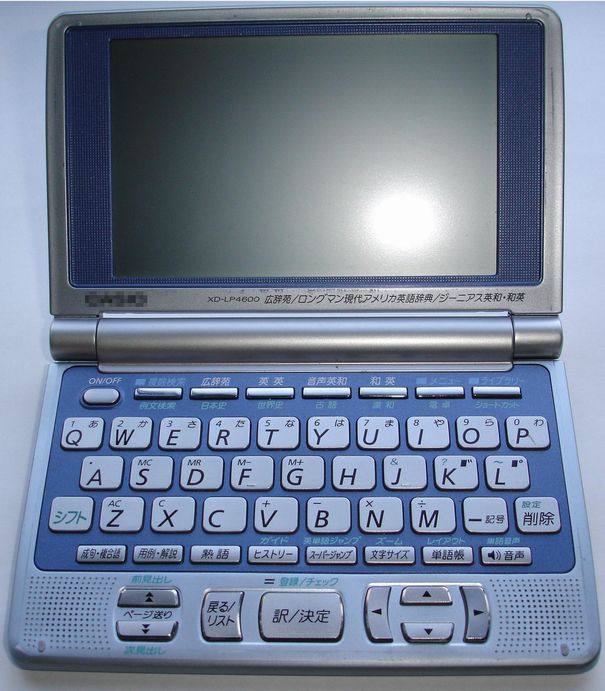
słownik elektroniczny Casio XD-LP4600
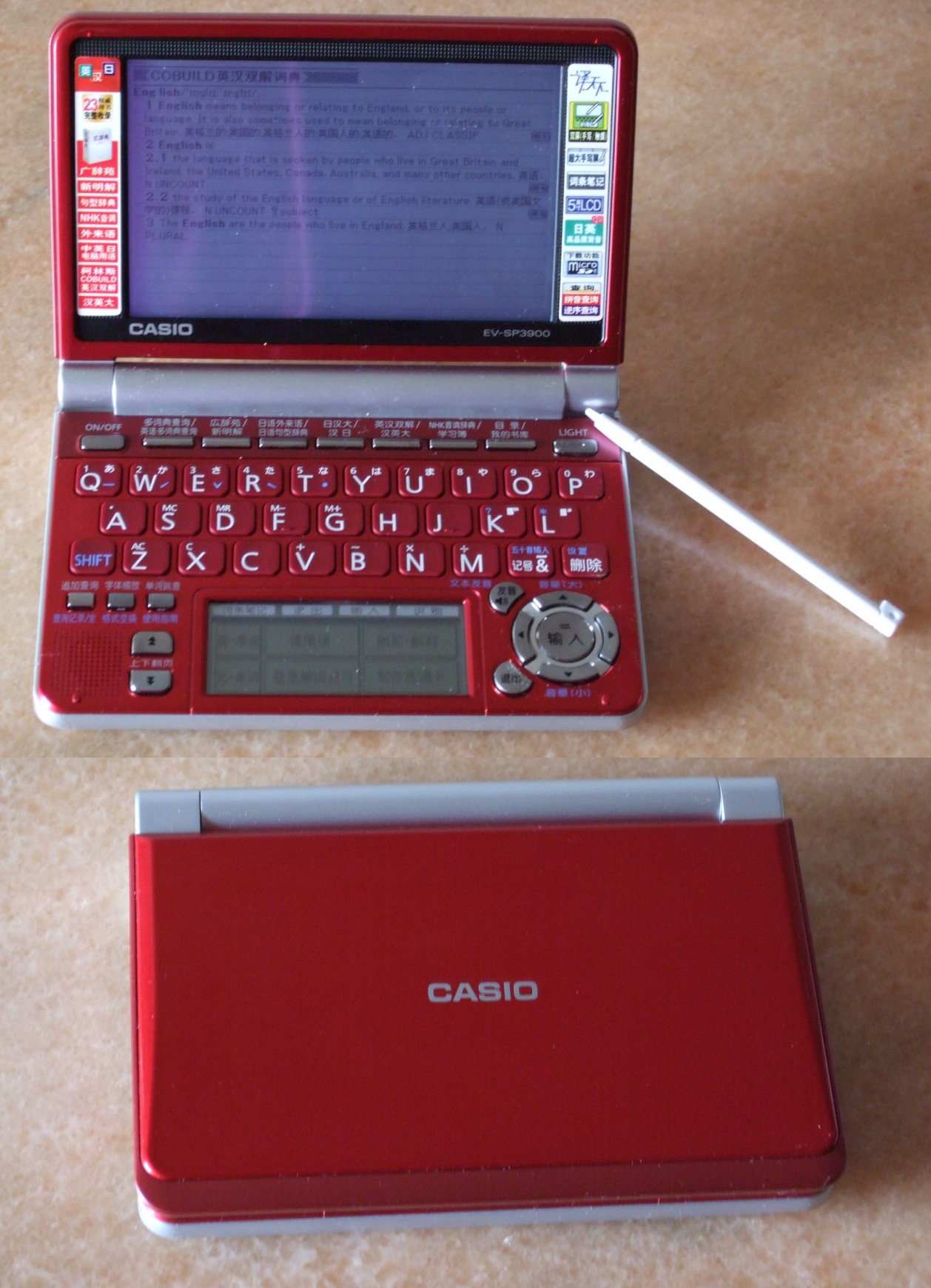
słownik elektroniczny Casio EV-SP3900
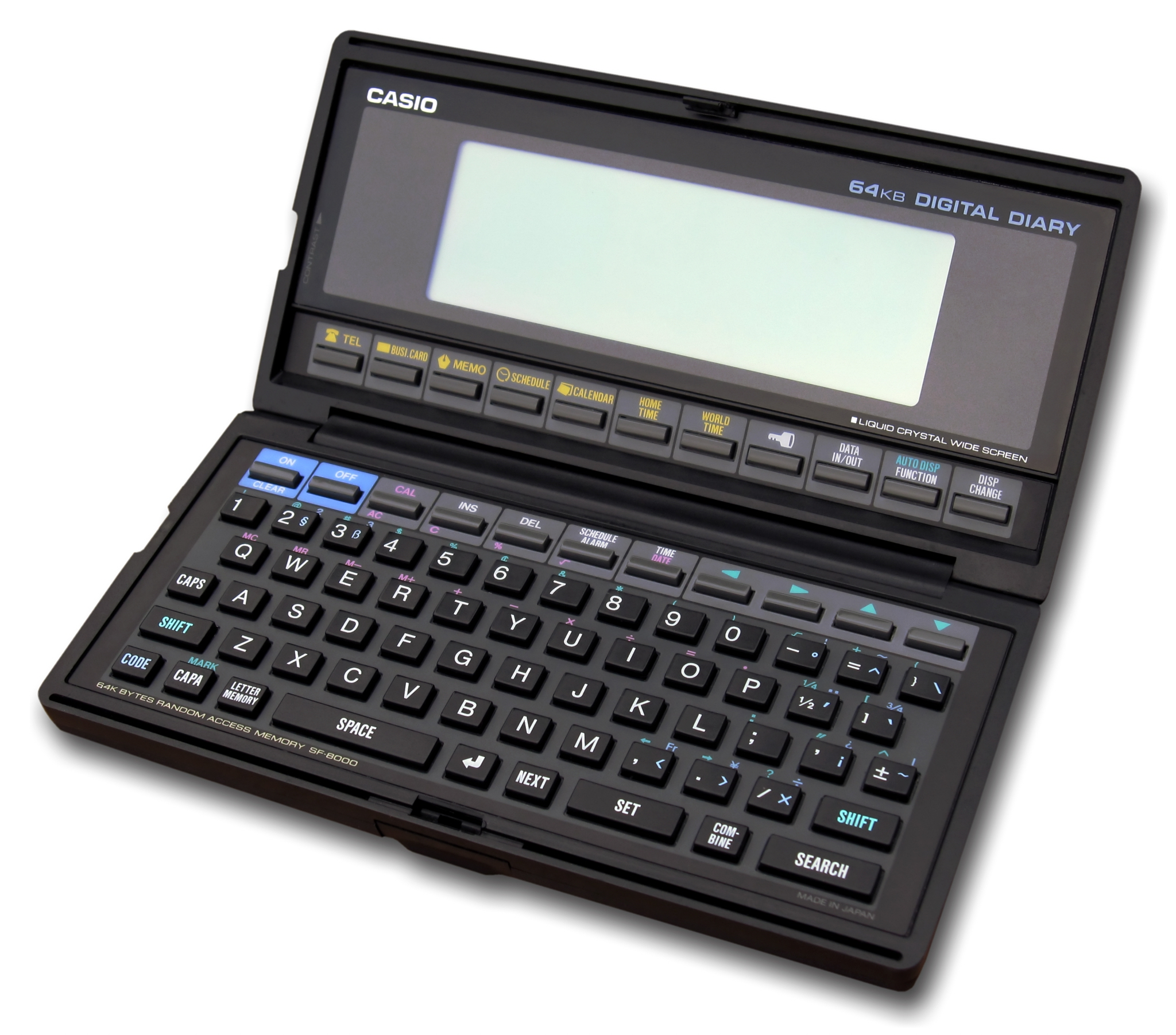
Pamiętnik Elektroniczny Casio SF-8000
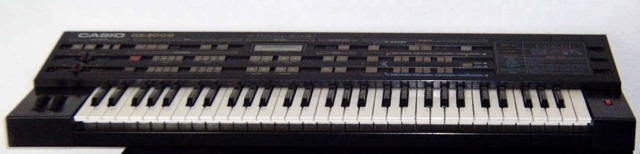
Keyboard i syntezator Casio CZ-3000
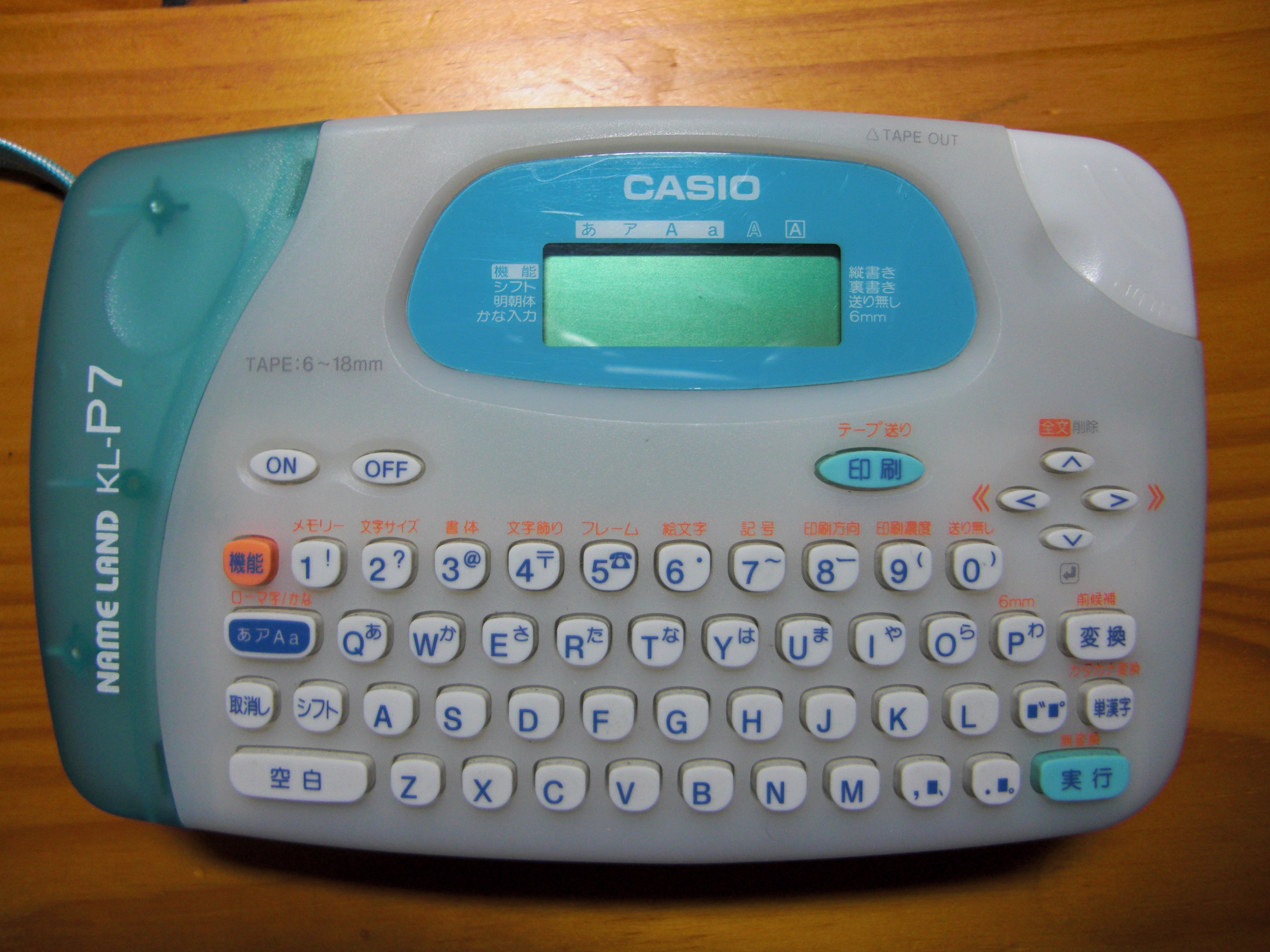
drukarka etykiet typu Casio Name Land KL-P7